# 21257 Jižní Čechy
(21257) Jižní Čechy, denumire internațională (21257) Jizni Cechy, este un asteroid din centura principală de asteroizi.

## Descriere
21257 Jižní Čechy este un asteroid din centura principală de asteroizi. A fost descoperit pe 26 februarie 1996 la Observatorul Kleť par l'Observatorul Kleť. Asteroidul prezintă o orbită caracterizată de o semiaxă mare de 2,94 ua, o excentricitate de 0,02 și o înclinație de 12,8° în raport cu ecliptica.